# Henrik Zetterberg
Henrik Zetterberg (* 9. Oktober 1980 in Njurundabommen) ist ein ehemaliger schwedischer Eishockeyspieler. Der Center absolvierte zwischen 2002 und 2018 über 1200 Spiele für die Detroit Red Wings in der National Hockey League. Mit dem Team, das er fünf Jahre lang als Kapitän anführte, gewann er 2008 den Stanley Cup und wurde dabei mit der Conn Smythe Trophy als wertvollster Spieler der Playoffs ausgezeichnet. Mit der schwedischen Nationalmannschaft gewann er 2006 olympisches Gold sowie die Weltmeisterschaft, sodass er Mitglied des Triple Gold Club ist. Zudem gehört er mit dem Jahrgang 2023 der IIHF Hall of Fame an.

## Karriere

### Timrå IK (1997–2002)
Henrik Zetterberg begann seine Karriere in der Nachwuchsabteilung des Njurunda SK. 1997 wechselte er zur Juniorenmannschaft von Timrå IK und wurde noch in derselben Saison in die Profimannschaft berufen, die in der zweitklassigen Allsvenskan spielte. Bereits in seinem zweiten Jahr etablierte er sich bei den Profis und erzielte in 37 Ligaspielen 15 Tore und bereitete weitere 13 vor. Die Detroit Red Wings aus der National Hockey League sicherten sich daraufhin seine Rechte, als sie ihn im NHL Entry Draft 1999 in der siebten Runde an Position 210 auswählten.

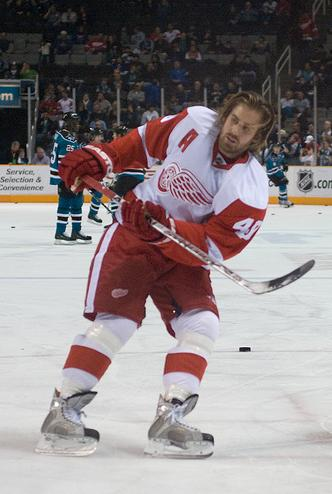
Henrik Zetterberg

Zetterberg blieb aber vorerst in Schweden und ihm gelang mit Timrå in der Saison 1999/2000 der Aufstieg in die erstklassige Elitserien, woran er mit zehn Treffern in den zehn Spielen der Aufstiegsrunde großen Anteil hatte. Auch in der Elitserien fasste er schnell Fuß, war bester Scorer seiner Mannschaft und belegte den vierten Platz in der ligaweiten Scorerliste. Für seine guten Leistungen erhielt er die Auszeichnung Årets nykomling als bester Rookie der Liga. Und auch international konnte er seinen ersten Erfolg mit der Bronzemedaille bei der Weltmeisterschaft 2001 feiern.
In der Saison 2001/02 war Zetterberg erneut der punktbeste Spieler seiner Mannschaft, jedoch belegte Timrå abgeschlagen den letzten Platz in der Elitserien. Trotzdem wurde er mit dem Guldpucken als bester schwedischer Eishockeyspieler des Jahres 2002 ausgezeichnet und konnte mit der schwedischen Nationalmannschaft erneut die Bronzemedaille der Weltmeisterschaft 2002 gewinnen. Zudem kam er zu seiner ersten Teilnahme bei den Olympischen Winterspielen.

### Detroit Red Wings (2002–2018)
Im Sommer 2002 wechselte Zetterberg schließlich zu den Detroit Red Wings in die NHL, wo er zusammen mit dem Jungstar Pawel Dazjuk und Veteran Brett Hull in einer Reihe spielte. Ihm gelang eine gute Debütsaison mit 22 Toren und 22 Vorlagen und er wurde für die Calder Memorial Trophy als bester Rookie der NHL nominiert. Jedoch scheiterten die Red Wings bereits in der ersten Playoff-Runde an den Mighty Ducks of Anaheim und Zetterberg konnte so für das schwedische Nationalteam bei der Weltmeisterschaft auflaufen, wo sie die Silbermedaille gewannen.
In der Saison 2003/04 konnte Zetterberg verletzungsbedingt nur 61 Spiele bestreiten, konnte aber trotzdem bis auf einen Punkt seine Scorerleistung vom Vorjahr wiederholen. Im Herbst 2004 ging er zurück nach Schweden zu Timrå IK, da die NHL-Saison 2004/05 wegen des Lockout abgesagt wurde. Zetterberg führte seine Mannschaft zum besten Saisonergebnis ihrer Geschichte und war selbst mit 19 Toren und 31 Vorlagen der Topscorer der Liga.

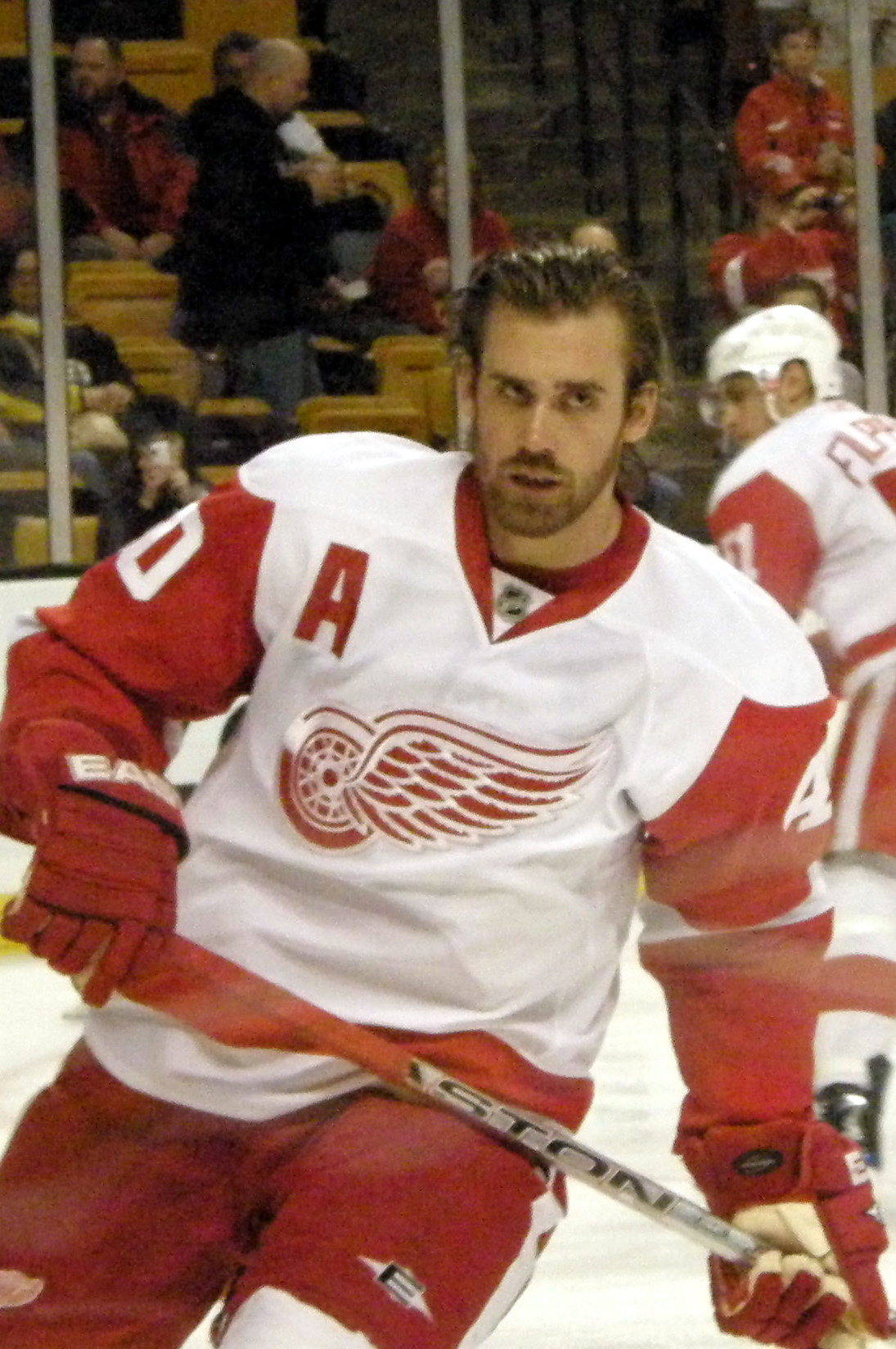
Henrik Zetterberg im Trikot der Detroit Red Wings

2005 kehrte er nach Detroit zurück und führte zusammen mit seinen Sturmpartnern Pawel Dazjuk und Brendan Shanahan sowie Landsmann und Verteidiger Nicklas Lidström die Red Wings zum ungefährdeten ersten Platz in der Regulären Saison und steuerte sein bis dahin bestes Saisonergebnis mit 85 Punkten in 77 Spielen bei. Allerdings schieden die Red Wings bereits in der ersten Runde, in der Zetterberg sechs Tore beisteuerte, gegen Außenseiter Edmonton Oilers aus. Trotzdem war es das bis dahin erfolgreichste Jahr für den Schweden, der mit seiner Nationalmannschaft Olympiasieger und Weltmeister wurde.
Im Herbst 2006 wurde Zetterberg als einer der Alternativkapitäne der Red Wings ernannt, konnte aber zu Beginn der Saison 2006/07 nicht an seine guten Leistungen anknüpfen, als er nur drei Punkte in den ersten zwölf Saisonspielen erzielte. Danach stabilisierte er sich aber wieder und wurde im erstmals im Januar 2007 zum NHL All-Star Game eingeladen, musste aber wegen einer Verletzung absagen. Im darauffolgenden Monat war er der dominante Spieler der Liga, als er in elf Spielen 25 Punkte erzielte, darunter auch seinen ersten Hattrick. Neben zwei Auszeichnungen als bester Spieler der Woche in Folge, wurde er auch zum besten Spieler des Monats Februar ernannt. Jedoch verletzte er sich kurz darauf erneut und musste über einen Monat pausieren, sodass er erst wieder für die Playoffs fit war. Mit den Red Wings zog er bis ins Finale der Western Conference ein, wozu er sechs Tore und acht Vorlagen beisteuerte, verloren dort allerdings gegen den späteren Stanley-Cup-Sieger Anaheim Ducks.
Zu Beginn der Saison 2007/08 führte Zetterberg die Scorerliste der NHL an und wurde auch zum besten Spieler des ersten Saisonmonats ausgezeichnet. Aufgrund guter Leistungen von Zetterberg und Sturmpartner Pawel Dazjuk sowie der Defensive des Teams konnten die Red Wings sich schnell von den anderen Mannschaften der Liga absetzen. Wegen Rückenbeschwerden musste er jedoch Ende Dezember fünf Spiele pausieren und eine weitere Rückenverletzung verhinderte erneut eine Teilnahme am NHL All-Star Game. Nach der überstandenen Verletzung konnte er wieder an seine guten Leistungen anknüpfen und stellte mit 43 Toren, 49 Assists und 92 Scorerpunkten in allen drei Kategorien neue persönliche Rekorde auf. Zudem belegte er den fünften Platz in der Torschützenliste der Liga und war sechstbester Scorer. In den Playoffs entwickelte sich Zetterberg zum wichtigsten Spieler in der Mannschaft und führte das Team bis ins Stanley-Cup-Finale, wo sie auf die Pittsburgh Penguins trafen. Dort sorgte er besonders in der vierten Partie durch sein defensives Spiel für großes Aufsehen, als er zusammen mit den Verteidigern Nicklas Lidström und Niklas Kronwall mit zwei Spielern in Unterzahl ohne Gegentor blieb und somit den dritten Sieg in der Serie absicherte. Zetterberg war es schließlich auch, der den Siegtreffer zum Stanley-Cup-Gewinn im sechsten Spiel erzielte, mit 13 Toren und 14 Assists bester Scorer der Playoffs war und mit der Conn Smythe Trophy als erst zweiter Europäer nach Lidström zum wertvollsten Spieler der Playoffs ausgezeichnet wurde. Mit seinen 27 Scorerpunkten stellte er zudem einen neuen Franchise-Rekord mit den meisten erzielten Punkten auf, den zuvor Steve Yzerman und Sergei Fjodorow mit je 25 Punkten hielten.
Im Januar 2009 verlängerte Zetterberg seinen Vertrag bei den Red Wings um zwölf Jahre zu einem kolportierten Gesamtgehalt von 73 Millionen US-Dollar, wobei das Gesamtpaket den längsten sowie finanzkräftigsten Kontrakt in der Franchise-Geschichte darstellt. In der Saison 2008/09 konnte der Schwede zwar die Offensivwerte aus dem Vorjahr nicht erreichen, war jedoch in den Play-offs mit elf Treffern und 13 Torvorlagen abermals eine der Schlüsselfiguren beim erneuten Einzug seiner Mannschaft in das Stanley Cup Finale. Dort traf man erneut auf die Pittsburgh Penguins, welchen man nach sieben Spielen unterlag. In der Saison 2010/11 wurde Zetterberg in die zweite Linie versetzt und spielte dabei zwischen Valtteri Filppula sowie Jiří Hudler, welche an der Seite des Centers die bis dahin punktbesten Spielzeiten ihrer jeweiligen Karriere bestritten.
Für die Dauer des NHL-Lockouts in der Saison 2012/13 wurde der Mittelstürmer im Oktober 2012 vom Schweizer Club EV Zug verpflichtet. Nach Beendigung des Spielerstreikes kehrte Zetterberg nach Detroit zurück und wurde im Januar 2013 als Nachfolger von Nicklas Lidström zum Mannschaftskapitän der Red Wings ernannt. Bei den Olympischen Spielen 2014 gewann er mit der schwedischen Nationalmannschaft die Silbermedaille, zog sich jedoch während des Turniers eine Rückverletzung zu und musste anschließend knapp zwei Monate pausieren. Zetterberg kehrte zwar in den Play-offs auf das Eis zurück, konnte jedoch das Erstrundenaus seiner Mannschaft gegen die Boston Bruins nicht mehr verhindern. Im Anschluss verzichtete er auf eine Teilnahme an der Weltmeisterschaft 2014, um seine Rückenbeschwerden vollständig auszukurieren. Für sein soziales Engagement wurde Zetterberg 2015 mit der King Clancy Memorial Trophy geehrt.
Henrik Zetterberg gilt als guter Scorer, der auch über sehr gute Defensivfähigkeiten verfügt und auf der Flügel- und Centerposition eingesetzt werden kann. Auf Grund seiner späten Draftposition im NHL Entry Draft 1999 wird er als einer der am meisten unterschätzten Spieler der NHL genannt.
Am Ende der Saison 2016/17 absolvierte der Schwede sein 1000. Spiel in der NHL. Im September 2018 wurde bekannt, dass Zetterberg seine aktive Karriere aufgrund anhaltender Rückenbeschwerden beenden muss. Bei den Red Wings stand er noch bis zum Ende der Saison 2020/21 unter Vertrag. Insgesamt hat er 1219 NHL-Spiele absolviert und dabei 1080 Scorerpunkte verzeichnet.
Im Jahre 2023 wurde Zetterberg in die IIHF Hall of Fame aufgenommen.

## Erfolge und Auszeichnungen
| - 2001 Elitserien Rookie des Jahres - 2002 Guldpucken - 2003 NHL-Rookie des Monats Februar - 2003 NHL All-Rookie Team - 2005 Topscorer der Elitserien-Hauptrunde - 2007 NHL All-Star Game (verletzungsbedingte Absage) - 2007 NHL-Spieler des Monats Februar - 2007 Viking Award - 2007 NHL-Spieler des Monats Oktober | - 2008 NHL All-Star Game (verletzungsbedingte Absage) - 2008 Stanley-Cup-Gewinn mit den Detroit Red Wings - 2008 Conn Smythe Trophy - 2008 NHL Second All-Star Team - 2008 Viking Award - 2013 NHL Foundation Player Award - 2013 Viking Award - 2015 King Clancy Memorial Trophy |

### International

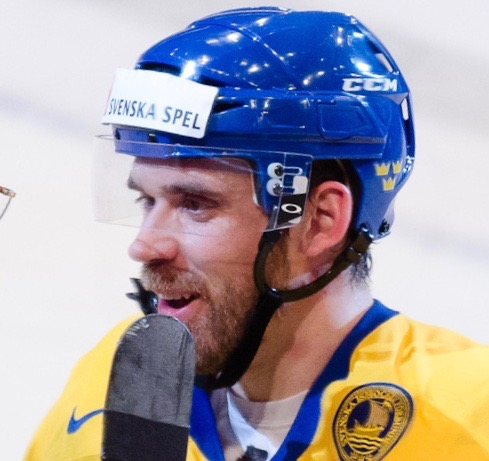
Zetterberg im Trikot der Tre Kronor bei der Weltmeisterschaft 2012

| - 1998 Goldmedaille bei der U18-Junioren-Europameisterschaft - 2001 Bronzemedaille bei der Weltmeisterschaft - 2002 Bronzemedaille bei der Weltmeisterschaft - 2003 Silbermedaille bei der Weltmeisterschaft - 2006 Goldmedaille bei den Olympischen Winterspielen - 2006 Goldmedaille bei der Weltmeisterschaft | - 2008 Aufnahme in den Triple Gold Club - 2012 Bester Vorlagengeber der Weltmeisterschaft - 2012 All-Star-Team der Weltmeisterschaft - 2014 Silbermedaille bei den Olympischen Winterspielen - 2023 Aufnahme in die IIHF Hall of Fame |

## Karrierestatistik

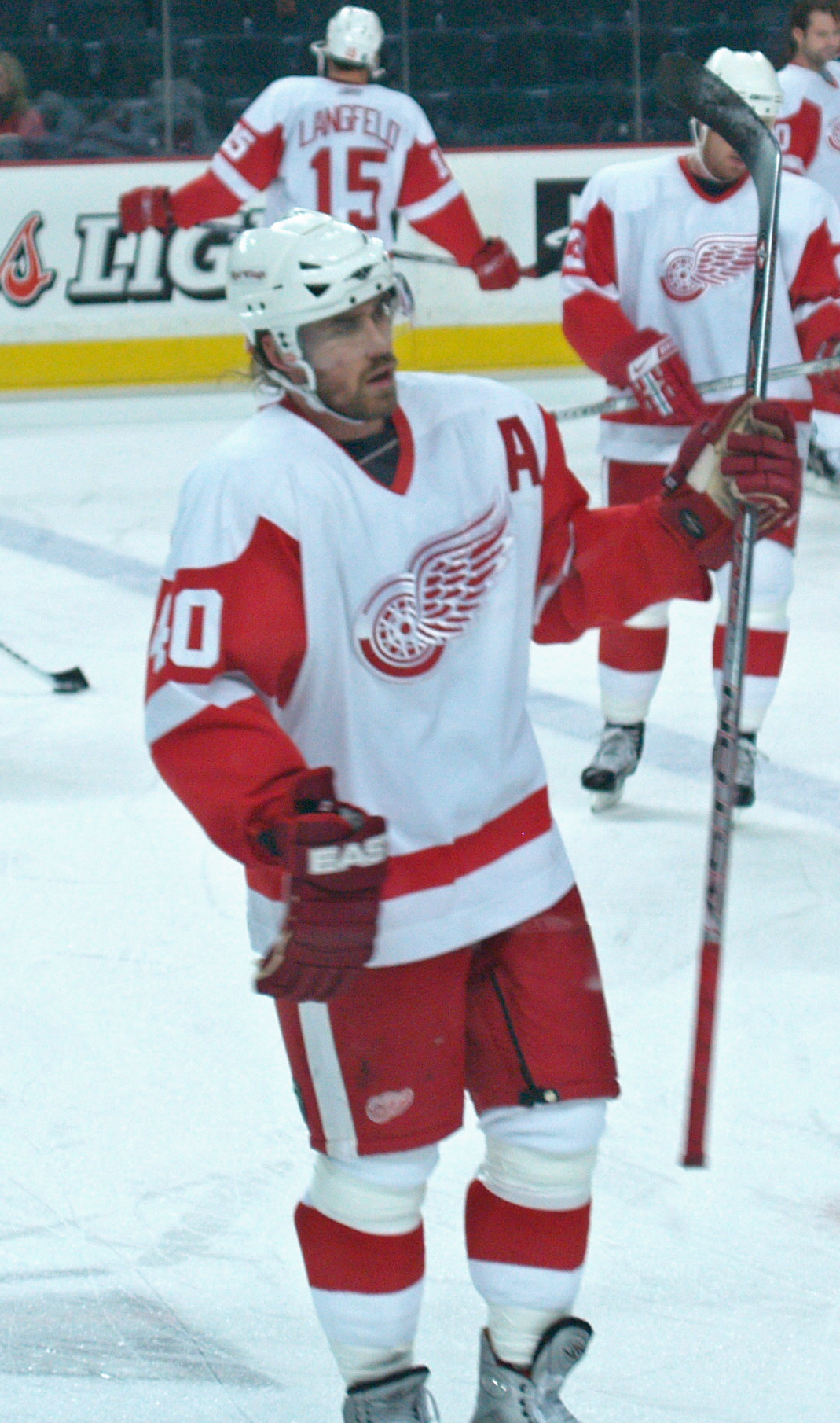
Zetterberg als Spieler der Detroit Red Wings

### International
Vertrat Schweden bei:
| - U18-Junioren-Europameisterschaft 1998 - U20-Junioren-Weltmeisterschaft 2000 - Weltmeisterschaft 2001 - Olympischen Winterspielen 2002 - Weltmeisterschaft 2002 - Weltmeisterschaft 2003 - World Cup of Hockey 2004 | - Weltmeisterschaft 2005 - Olympischen Winterspielen 2006 - Weltmeisterschaft 2006 - Olympischen Winterspielen 2010 - Weltmeisterschaft 2012 - Olympischen Winterspielen 2014 |

(Legende zur Spielerstatistik: Sp oder GP = absolvierte Spiele; T oder G = erzielte Tore; V oder A = erzielte Assists; Pkt oder Pts = erzielte Scorerpunkte; SM oder PIM = erhaltene Strafminuten; +/− = Plus/Minus-Bilanz; PP = erzielte Überzahltore; SH = erzielte Unterzahltore; GW = erzielte Siegtore; 1 Play-downs/Relegation; Kursiv: Statistik nicht vollständig)